# محمود اللبدي
محمود اللبدي (1940 - 3 أكتوبر 2014) هو سياسي فلسطيني، ولد في مدينة حيفا عام 1940 بعد النكبة الفلسطينية عام 1947، نزح إلى جنين وأنهى دراسته الثانوية عام 1960. سافر إلى الكويت لمدة عام واحد وعمل هناك، بعدها سافر إلى المانيا والتحق بالجامعة عام 1963، طرد من ألمانيا كباقي الفلسطينيين إثر عملية ميونخ، ثم عاد إلى المانيا الشرقية لإكمال دراسته متخصصاً في قضايا الاقتصاد السياسي في بون ولايبتزغ في المانيا ونال درجة الماجستير عام 1973، كانت رسالته حول البنك الدولي وسياسته في العالم الثالث.
انتخب رئيساً للاتحاد العام لطلبة فلسطين كنفدرالية ألمانيا والنمسا، أنتخب أمين عام لحركة فتح ثم أمين سر للإقليم في عام 1971، وفي العام ذاته التقى للمرة الأولى بالقائد ياسر عرفات والمناضل ماجد أبو شرار ومحمد أبو ميزر. التحق بمنظمة التحرير الفلسطينية في بيروت في عام 1973م عمل في مكتب العلاقات الخارجية التابع لحركة فتح عام 1974، تولى منصب مساعد الرئيس الفلسطيني ياسر عرفات من عام 1975-1983 وكان الناطق الإعلامي لمنظمة التحرير الفلسطينية.
عمل رئيساً لتحرير صحيفة فلسطين التابعة لمنظمة التحرير والتي كانت تصدر كل أسبوعين  باللغة الانجليزية والفرنسية لمدة ثمان سنوات في بيروت. شغل منصب الناطق الرسمي للمجلس الوطني الفلسطيني في الفترة بين 1977-1982. بعد خروج منظمة التحرير من بيروت عام 1982 انتقل الى اليونان عبر باخرة الرئيس لفترة وجيزة، ثم عمل مع مكتب المنظمة في تونس لمدة عام واحد.
ترك العمل السياسي وتفرغ للصحافة والكتابة والإعلام بين الأعوام (1984-1995)، عين في منصب المدير العام للمجلس التشريعي الفلسطيني، ثم مستشاراً ومسؤولاً للإعلام الأجنبي في مفوضية العلاقات الدولية لحركة فتح منذ عام 1999.
توفي في مدينة جنين ببلدته اليامون في 03-10-2014 ودفن فيها.

## مؤلفاته
ألف محمود اللبدي العديد من الكتب منها:
- «المنطلقات الأساسية في الفكر الإعلامي الصهيوني». صدر عام 1982.
- «أساليب الإعلام الصهيوني». صدر عام 1982.
- «العقل الإعلامي الصهيوني : التظليل والترهيب». صدر عام 1986.
- «الإعلام الصهيوني والإنتفاضة: سياسة الخنق الإعلامي». صدر عام 1993.
- «رواية دكتور ونص». صدرت عام 1998.[6]
- رواية معاكسة هاتفية: قصة جواز سفر. صدرت عام 2009.
- ساهم في ترجمة كتاب «جمهورية ألمانيا الإتحادية،إسرائيل والفلسطينيون: دراسة حالة في سياسة الأجانب».[7] والذي صدر باللغة الألمانية عام 1973.

## روابط خارجية
- https://www.dailymotion.com/video/x27qqn5 / ذاكرة وطن.